# Carlos Librado
Juan Carlos Librado Gallego, más conocido como Nene o simplemente Carlos Librado (Madrid, 9 de agosto de 1976), es un actor, cómico y exfutbolista español.

## Biografía
Nació en Madrid en 1976. Desde pequeño, fue un apasionado de los escenarios. En el año 2000 fichó por el Real Sociedad Deportiva Alcalá adentrándose por primera vez en el fútbol profesional.

### Carrera como futbolista
Después de participar en dos temporadas en la RSD Alcalá, jugó otras dos temporadas en el Club Deportivo Badajoz hasta el 2004. En la temporada 2004–05 ganó, junto a su por aquel entonces equipo, Alicante Club de Fútbol, la Liga de Segunda División B de España. En la temporada 2007–08 jugó en la Unión Deportiva Lanzarote. Finalmente, se retiró del fútbol en la temporada 2009–10, cuando volvió a jugar con la RSD Alcalá.

### Carrera en cine y televisión
En 2010 dejó el fútbol con 34 años y se centró en su carrera como monologuista con su fichaje por Comedy Central. Su primera participación en un programa de humor en prime-time fue con El club de la comedia en La Sexta. A partir de ese momento su carrera en televisión despegó no solo en programas, sino que también comenzó a participar en diversas series como Aída o B&B, de boca en boca. Su primera interpretación en el cine le vino de la mano de El guardián invisible, donde compartió pantalla con Marta Etura, Elvira Mínguez y Miquel Fernández, entre otros.
En 2018 fichó por el programa Zapeando como colaborador, además ese mismo año protagonizó la serie Gigantes de Movistar+, interpretando a Clemente. Un año más tarde colaboró en el programa Las que faltaban, presentado por Thais Villas. En 2021 protagoniza los largometrajes Operación Camarón de Carlos Therón y Por los pelos de Nacho G. Velilla. En 2020 se confirmó su fichaje por la película Hercúlea, dirigida por Daniel Ortiz-Entrambasaguas y protagonizada por Belén Rueda, donde interpreta el papel de un criminal.
En 2023 ficha por Salón de té La Moderna para las tarde de La 1.

## Filmografía

### Cine
| Año  | Título                | Personaje     | Director                 |
| ---- | --------------------- | ------------- | ------------------------ |
| 2017 | El guardián invisible | Jonan Etxaide | Fernando González Molina |
| 2018 | El tutor              | Pablo         | Diego Arjona             |
| 2019 | Legado en los huesos  | Jonan Etxaide | Fernando González Molina |
| 2020 | Ofrenda a la tormenta | Jonan Etxaide | Fernando González Molina |
| 2021 | Operación Camarón     | Lolo          | Carlos Therón            |
| 2022 | Por los pelos         | Sebas         | Nacho G. Velilla         |
| 2024 | El campeón            | Héctor        | Carlos Therón            |
| 2024 | Al otro barrio        | Policía       | Mar Olid                 |

### Series de televisión
| Año         | Título                 | Personaje         | Cadena         | Notas         |
| ----------- | ---------------------- | ----------------- | -------------- | ------------- |
| 2014        | Aída                   | Fabián            | Telecinco      | 1 episodio    |
| 2014        | B&B, de boca en boca   | Julián Rivas      | Telecinco      | 2 episodios   |
| 2017        | El fin de la comedia   | Camello           | Comedy Central | 1 episodio    |
| 2018 - 2019 | Gigantes               | Clemente Guerrero | Movistar+      | 12 episodios  |
| 2020        | Lejos de ti            | Chino             | Telecinco      | 7 episodios   |
| 2021        | Los relojes del diablo | Pablo Niguez      | RAI 1 / Cuatro | 8 episodios   |
| 2022        | Señor, dame paciencia  | Javi              | Antena 3       | 8 episodios   |
| 2022        | Dos años y un día      | Preso Lavandería  | Atresplayer    | 2 episodios   |
| 2023        | Déjate ver             |                   | Atresplayer    | 3 episodios   |
| 2023 - 2025 | La Moderna             | Francisco Cañete  | La 1           | 366 episodios |

### Programas de televisión
| Año         | Título                | Cadena         | Rol          |
| ----------- | --------------------- | -------------- | ------------ |
| 2011 - 2016 | El club de la comedia | La Sexta       | Humorista    |
| 2017 - 2019 | Zapeando              | La Sexta       | Colaborador  |
| 2019        | Las que faltaban      | Movistar+      | Humorista    |
| 2019        | Nuevos Cómicos        | Comedy Central | Monologuista |